# جو شارکی
جو شارکی (انگلیسی: Joe Sharkey؛ زادهٔ) روزنامه‌نگار و نویسنده اهل ایالات متحده آمریکا و ستون نویس پیشین نیویورک تایمز است.او ویراستار کمکی وال‌استریت جورنال و ستون‌نویس فیلادلفیا اینکوایرر نیز بوده‌است.او پیش‌تر در منطقه کلان‌شهری نیویورک و هم‌اکنون در توسان، آریزونا زندگی می‌کند.